# Rally de Tierra de Vigo
El Rally de Tierra de Vigo (en gallego Rally de Terra de Vigo) fue una prueba automovilística de rally que se disputó de manera intermitente entre los años 1990 y 2001 por las pistas forestales de las comarcas de Vigo, O Baixo Miño y O Condado, en Galicia, al noroeste de España.
Concebido por la Escudería Motor Vigo, con José María "Chema" Rodríguez Llaneza a la cabeza, este rally fue puntuable para el Campeonato de España de Rallies de Tierra en todas las ediciones que se llevaron a cabo.

## Palmarés
| Año  | Edición                                | Piloto                   | Copiloto                      | Automóvil                       |
| ---- | -------------------------------------- | ------------------------ | ----------------------------- | ------------------------------- |
| 1990 | 1.er Rally de Tierra RACE Vigo         | Gustavo Trelles          | Arturo Fernández de La Puente | Lancia Delta S4                 |
| 1991 | 2.º Rally de Tierra RACE Vigo          | Mia Bardolet             | Antonio Rodríguez             | Ford Sierra RS Cosworth 4x4     |
| 1994 | 3.er Rally de Tierra de Vigo           | Luis Climent             | José Antonio Muñoz            | Opel Vectra 4x4                 |
| 1997 | 1.er Rally Salón del Automóvil de Vigo | José "Pepe" Alonso Vidal | José Alonso                   | Volkswagen Golf II G60 Rallye   |
| 1998 | 2.º Rally Salón del Automóvil de Vigo  | Pedro Diego              | Tomás Aguado                  | Toyota Celica Turbo 4WD (ST185) |
| 2001 | 3.er Rally Kärcher Salón de Vigo       | Dani Solà                | David Moreno                  | Seat Cordoba WRC Evo2           |